# Бауманова Ренета
Бауманова ренета (на френски: Reinette Baumann) е белгийски сорт ябълки.
Плодовете са едри (средно тегло 160 g), неизравнени по форма и големина, плоско закръглени, зеленикавожълти с тъмнокарминеночервени ивици. Узряват през септември. Плодовото месо е жълтеникавобяло, със слабозеленикав оттенък, сочно, възкисело, със слаб аромат. Дърво родовито, умерено растящо, с широка кълбовидна корона.